# Odluka o privremenoj zabrani povratka kolonistima
Odluka NKOJ o privremenoj zabrani vraćanja kolonista na njihova prijašnja mjesta življenja, poznata i kao Odluka br. 153, bila je uredba poslijeratnih jugoslovenskih vlasti donesena 6. ožujka 1945. godine.
Tom odlukom su vlasti nove Demokratske Federativne Jugoslavije svim kolonistima privremeno zabranile povratak na Kosovo, Metohiju, Makedoniju i druge oblasti u kojima je vršena kolonizacije u razdoblju Kraljevine Jugoslavije. Odluka je bila privremenog karaktera zbog najavljenje revizije dodjeljivanja zemlje u međuratnom razdoblju. Nove vlasti su već početkom kolovoza 1945. usvojile Zakon o reviziji kolonističkih odnosa, čime je prestala važiti privremena opća zabrana povratka kolonista. 
Prema Zakonu o reviziji, pravo na zemlju su gubili oni kolonisti kojima je bila dodijeljena zemlja prinudno oduzeta od ranijih vlasnika. Za obitelji kolonista kojima je zabranjen povratak su predviđene kompenzacije u Vojvodini, odakle su masovno iseljeni podunavski Nijemci. U rujnu iste godine oko 3.352 „bivša kolonista” su dobila pravo vratiti se na Kosovo i, dok je 306 naseljenika koji su izgubili pravo povratka preusmjereno u Vojvodinu. Nove vlasti su smatrale da je time ispravljena nepravda nanesena albanskim seljacima tokom međuratne kolonizacije Kosova, kada je određen broj kolonista useljen u kuće albanskih seljaka kojima je nasilno oduzeta njihova zemlja.
Ta odluka se u srpskoj historiografiji smatra kontroverznom. Komunisti su naseljenike smatrali eksponentima predratne velikosrpske politike, od koje se novi režim distancirao. Nacionalistički autori tumače kako se zabrana povratka odnosila na sve Srbe i Crnogorce, starosjedioce Kosova, što se uzima kao krunski dokaz antispske politike KPJ.

## Pozadina
Kolonizacija Kosova Srbima, Crnogorcima i drugim nealbanskim stanovništvom je planski sprovodila  beogradska vlada u razdoblju između dva svjetska rata. Kolonizacija Kosova je imala naglašeno nacionalnu notu i njome je „anacionalni elemenat” (Albance) trebalo zameniti „zdravim nacionalnim elementom” (Srbima). Paralelno sa srpskom kolonizacijom, tekao je proces prisilnog iseljavanja Albanaca iz Kosova. Između 1912. i 1941. godine na Kosovu je oduzeto 228.000 hektara zemlje za koloniste i naseljeno je oko 15.000 srpskih obitelji., odnosno oko 65.000 nealbanskog stanovništva s raznih krajeva Jugoslavije. Određen broj kolonista je bio nasilno smještan u kuće albanskih seljaka, kojima je nasilno oduzimana njihova zemlja. Kolonistima je regularno dijeljeno oružje, a neki kolonisti, uglavnom crnogorski, redovno su izazivali konflikte s domorocima. Zbog primjene nasilnih mjera odnosi između albanskih starosjedioca i kolonista su postali jako napeti, što je imalo posljedica na produbljenje srpsko-albanskog sukoba.
Tokom Drugog svjetskog rata, Kosovo je pripojeno Kraljevini Albaniji, koja je bila talijanski protektorat. Brojni srpski i crnogorski kolonisti doseljeni 1920-ih i 1930-ih su protjerani nazad u Crnu Goru i Srbiju, a mnogi su ubijeni. Krajem rata, neki od srpskih i crnogorskih kolonista protjeranih s Kosova su, u namjeri da se osvete, sudjelovali u masakru Albanaca u Baru.
Starosjedioci Srbi i Crnogorci, izbjegli s Kosova tokom rata, vraćaju se na Kosovo odmah po njegovom oslobođenju. Već 1945. vratilo se oko 4.000 obitelji. Na sastanku Politbiroa početkom travnja 1945. Tito je rekao da se na Kosovo treba da se vratiti svi koji su tamo živjeli, što je u velikoj mjeri i sprovedeno u narednom razdoblju. Iste godine, izbjeglo stanovništvo se vraća na Kosovo, uključujući i oko 3.352 „bivša kolonista”. Onim kolonistima koji nisu ispunjavali zakonske uvjete za povratak uglavnom je dodjeljivana zemlja u Vojvodini.

## Vanjske poveznice
|  | Wikizvor ima izvorni tekst Odluka br. 153 NKOJ-a o privremenoj zabrani vraćanja kolonista na njihova prijašnja mjesta življenja |

- Stevan Mirković, O zabrani povratka kolonistima